# 下保谷村
下保谷村（しもほうやむら）は、かつて埼玉県新座郡に存在した村。1889年（明治22年）、町村制施行に際して廃された。その後、旧村域は北足立郡を経て、東京府北多摩郡に編入されている。
現在の東京都西東京市北部（ひばりが丘、ひばりが丘北、北町、下保谷、栄町、東町および住吉町の一部）に相当する。

## 地理
下保谷村は白子川（大泉堀）沿いに開けた集落である。
白子川の水量は少ないため、水田は少なく畑が多かった。
また、現在のひばりが丘、ひばりが丘北に当たる地域は、享保期（1716年 - 1735年）以降に開発された持添新田であり、田無村と前沢村、南沢村の間に突き出した形をしていた。

## 歴史
村の起源は明らかでないが、初期の村域は白子川沿岸の現在の下保谷・北町地域だったと考えられ、村の惣鎮守の三十番神社（現天神社）やその別当寺の福泉寺もこの地域にある。

旧下保谷村の地域では17基の板碑が発見されているが、最古のものは1461年（寛正2年）のものである。また、1559年（永禄2年）に編纂された「小田原衆所領役帳（後北条役帳）」には「小榑保屋　九十八貫八百六拾文」の記述が見える。（小榑は下保谷村隣村の小榑村のこと、保屋は保谷のことである。）これらの事実より、15～16世紀には下保谷村の地域には集落が存在したことが窺える。
なお、下保谷村と小榑村は同じ白子川沿いにあること、日蓮宗を信仰しており下保谷村にも妙福寺（小榑村）の檀家が多いことなどより小榑村の住人により開発された可能性が指摘されている。

その後、17世紀前半までに現在の東町の地域が、享保期以降に現在のひばりが丘の地域が開墾され、明治期まで続く村の領域が概ね確定した。

### 年表
- 1884年（明治17年）4月1日 - 連合戸長制施行。
  - 下保谷村、上保谷村、上保谷新田村、小榑村、橋戸村の5箇村で保谷村連合となる。
- 1889年（明治22年）4月1日 - 町村制施行に伴い、明治の大合併が起こる。
  - 下保谷村、上保谷村、上保谷新田村の3箇村が合併し、埼玉県新座郡保谷村が成立、下保谷村は消滅する。
  - 小榑村と橋戸村の2箇村も合併し埼玉県新座郡榑橋村となる。
- 1896年（明治29年）3月29日- 新座郡が北足立郡へ編入、保谷村も北足立郡の所属となる。
- 1907年（明治40年）4月1日- 埼玉県北足立郡より東京府北多摩郡に移る。
- 2001年（平成13年）1月21日- 保谷市と田無市が合併し、西東京市が発足する。

## 寺院・神社
- 天神社 - 北町6-7-19  （下保谷村の総鎮守、もと三十番神社）
- 福泉寺 - 下保谷3-11-17

## 史跡
- 北宮ノ脇遺跡 （旧石器時代、縄文時代早期～中期の遺跡）
- 上前遺跡 （縄文時代の遺跡）
- 中荒屋敷遺跡（旧石器時代、縄文時代前期～弥生時代の遺跡）